# Silent Water
Silent Water (Agua silenciosa, en español) es el tercer sencillo del segundo álbum de Blue System, Body Heat. Es publicado en 1989 por Hanseatic M.V. y distribuido por BMG. La letra, música, arreglos y producción pertenecen a Dieter Bohlen, La coproducción estuvo a cargo de Luis Rodriguez.

## Sencillos
7" Single Hansa 111 937, 1988
1. Silent Water		3:34
2. Body Heat		3:04

12" Maxi Hansa 611 937, 1988
1. Silent Water (Long Version)		4:48
2. Body Heat (Long Version)		5:24
3. Silent Water (Radio Version)		3:24

CD-Maxi Hansa 661 937,	1988
1. Silent Water (Long Version)		4:48
2. Body Heat (Long Version)		5:24
3. Do You Wanna Be My Girlfriend		3:55
4. Silent Water (Radio Version)		3:24

## Charts
El sencillo permaneció 9 semanas en el chart alemán desde el 23 de enero de 1989 hasta el 26 de marzo de 1989. Alcanzó el #13 como máxima posición.
| Chart (1989) | Máxima posición |
| ------------ | --------------- |
| Alemania     | 13              |
| Austria      | 16              |

## Créditos
- Composición - Dieter Bohlen
- Productor, arreglos - Dieter Bohlen
- Coproductor - Luis Rodriguez
- Fotografía - Esser & Strauss
- Diseño - Ariola-Studios